# Samuel Johansson
Johan Samuel Johansson, Samuel på Stortorpet, född 6 december 1898 på Övre Stortorpet i Långvak, Arvika kommun, död 10 mars 1992 på Övre Stortorpet i Långvak, Arvika, var en svensk krukmakare och keramiker.
Samuel Johansson, som var son till krukmakaren Johan Johansson (1848–1925) och yngste bror till krukmakaren Karl Johansson (1881–1943). Fadern hade skolats av sin far Nils Nilsson, som var den förste krukmakaren i trakten och den som hittade den fina leran som blev grunden till allt krukmakeri i Ålgården/Långvak. Johan lät omkring 1870 bygga en keramikverkstad på Övre Stortorpet i Långvak utanför Arvika och när han avled 1925 övertog sönerna Karl och Samuel Johansson verkstaden.

Samuel Johansson började göra "keramik" som han kallade det istället för "kärle" (krukor), som man dittills hade producerat. 

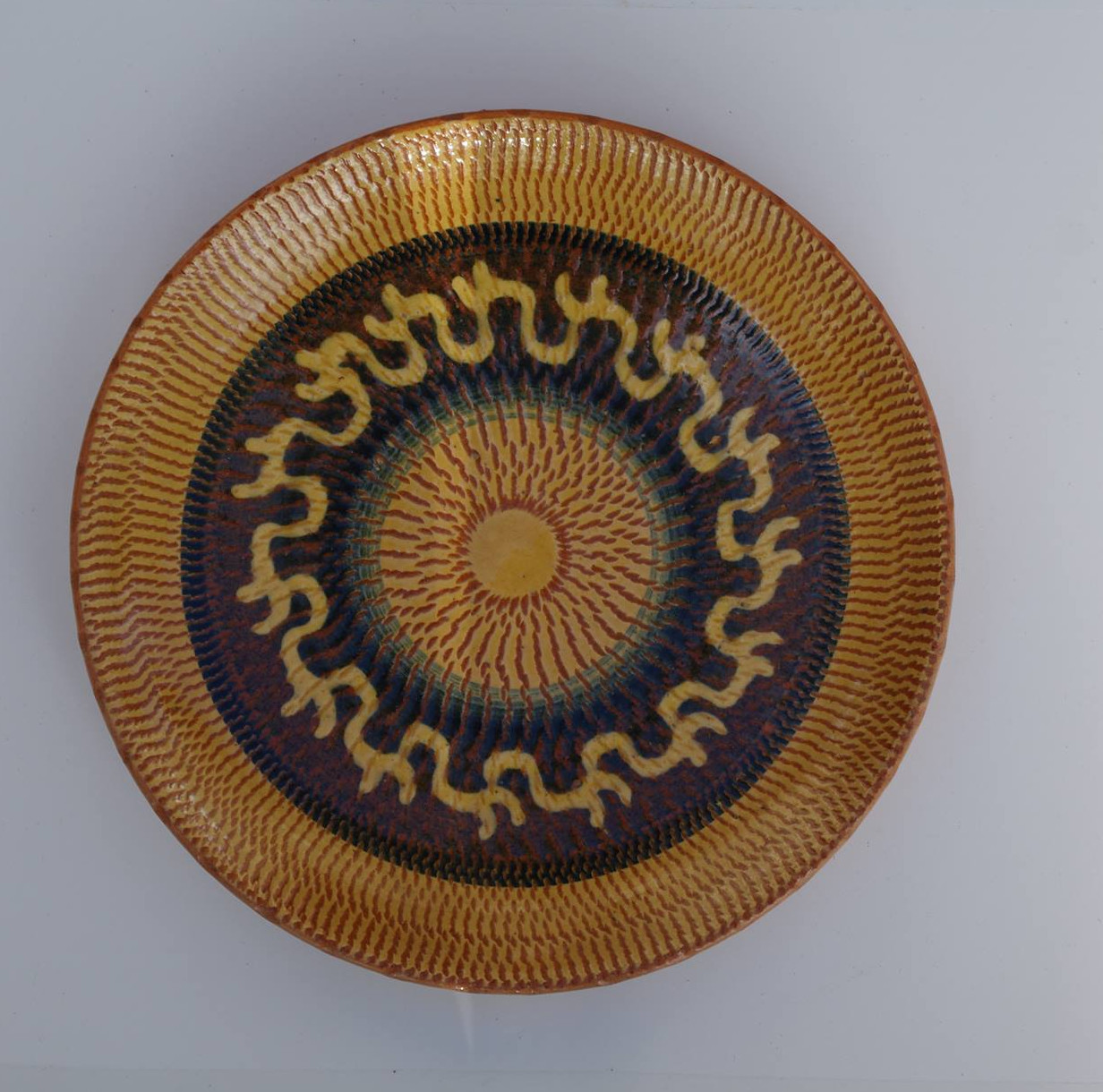
Hämrat fat av Samuel Johansson.

 Samuel började i faderns verkstad där han tillverkade bondehushållets bruksföremål. Senare kom han i kontakt med formgivaren Riborg Böving som formgav och dekorerade föremål som Johansson drejade.    

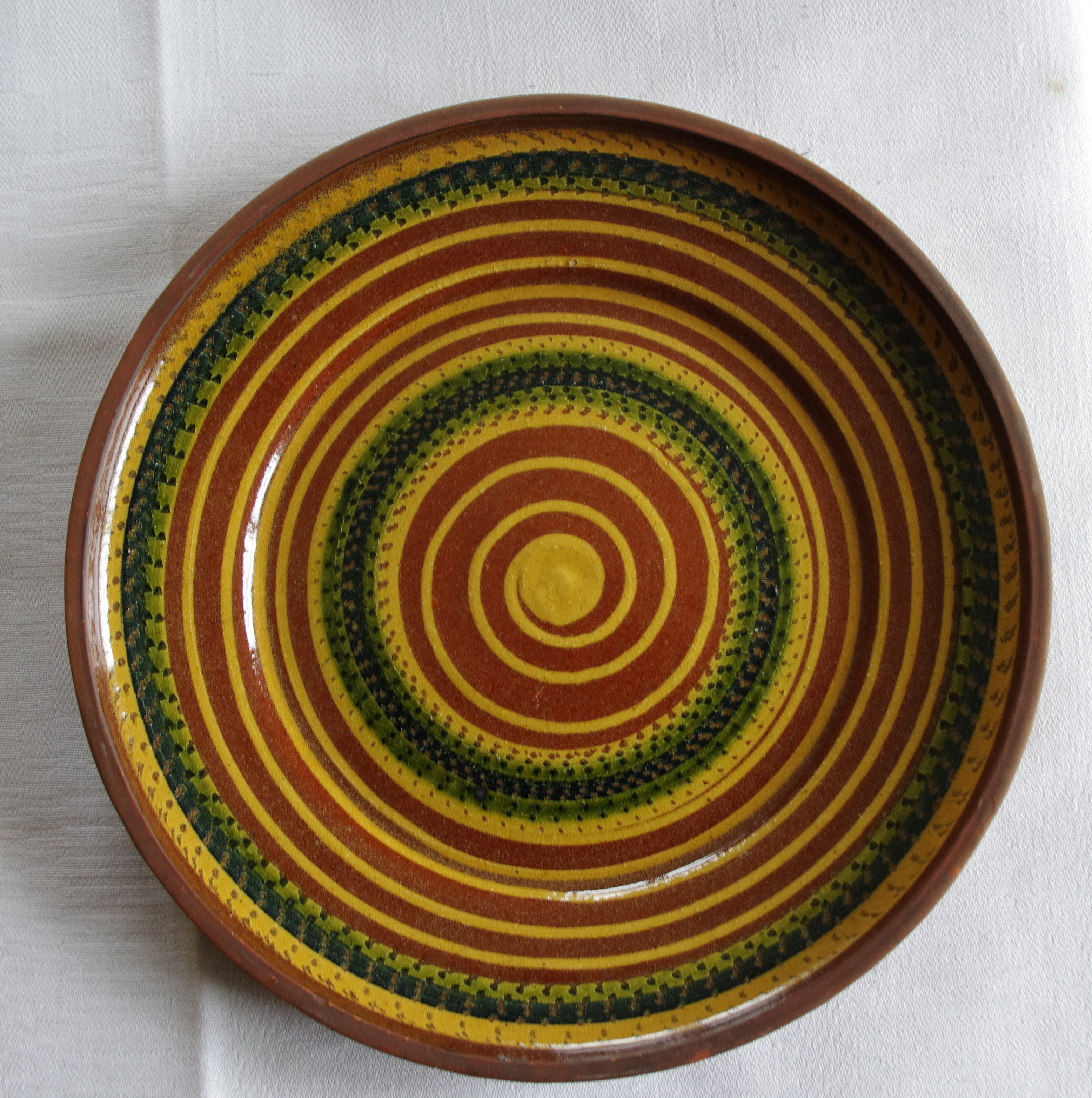
Fat, Samuel Johansson, dekorerat med piplera, kopparoxid och hämring

Johansson var skicklig på att dreja men marknaden ville ofta ha exakt likadana föremål som tallrikar, assietter och koppar/muggar. I verkstaden hade man fram till denna tid tillverkat blomkrukor som man formade i gipsformar. Tekniken med formar gjorde att man inte längre behövde kunna dreja, det svåraste momentet i krukmakeriet och det som tog  längst tid att lära (sju år sa de själva). Han använde nu de formdrejade föremålen som han dekorerade.

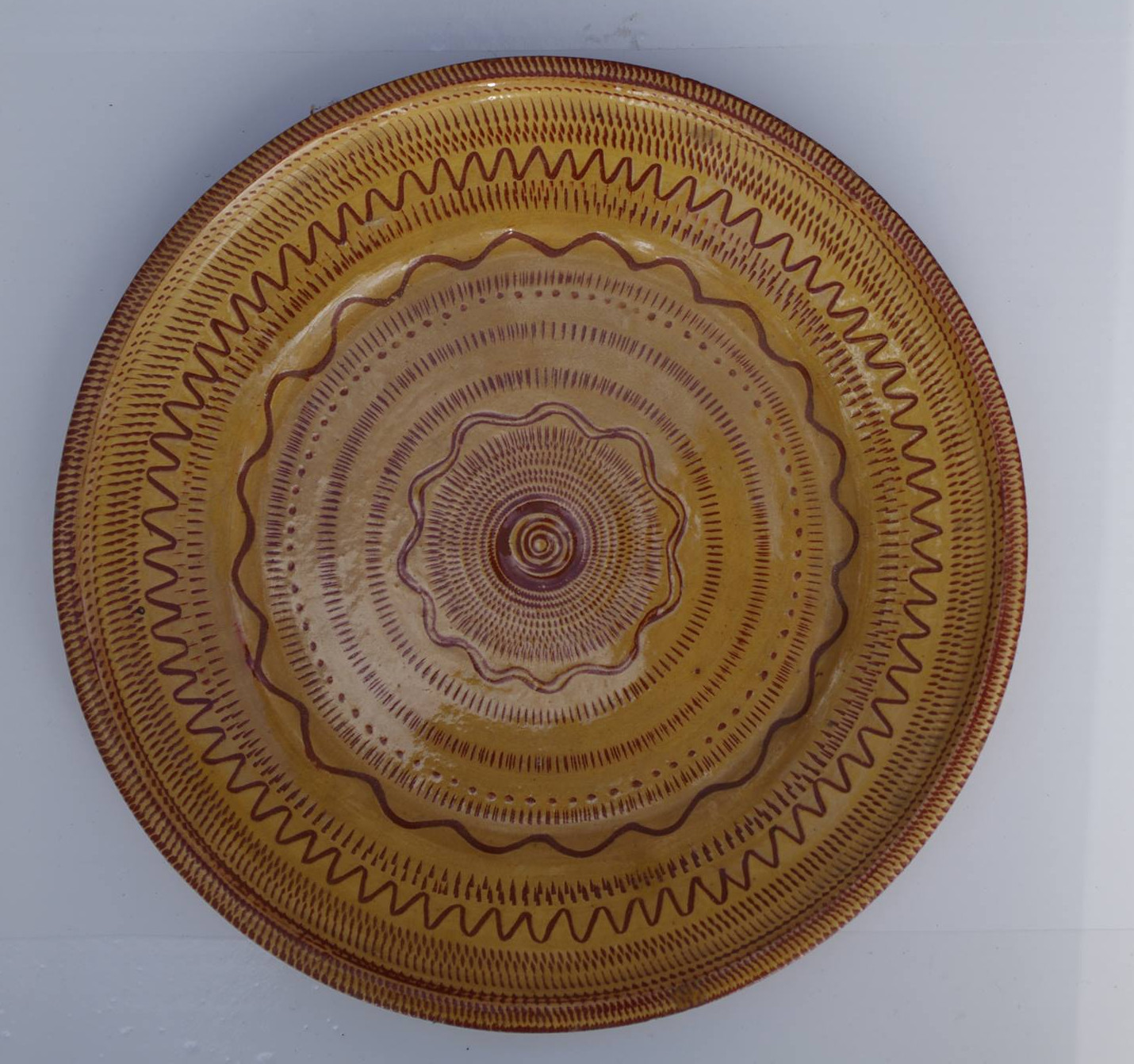
Hämrat fat av Samuel Johansson

Samuel Johansson utvecklade sina dekorer men använde samma tekniker och material som man alltid hade använt i krukmakeriet. En mycket gammal teknik som han använde var hämring - en dekorationsmetod som ger lerfärgade prickar i ett piplere-lager, utfört med ett fjädrande verktyg.
När verksamheten växte anställde de keramikern Carl Johansson, kallad Kalle Bellman. Samuel Johansson stod för nytänkandet i formgivningen och det var också han som skapade alla mönster och dekorationer till keramikföremålen. När brodern Karl avled 1943 fortsatte Samuel ensam i keramikverkstaden, men slutade med bruksföremål och övergick istället till enbart prydnads- och konstkeramik. 1949 byttes de vedeldade ugnarna ut mot elektriska. Samuel Johansson fortsatte att driva verkstaden tillsammans med systersonen Torbjörn Eliasson fram till cirka 1972. Vid den tiden började hans systers barnbarn Ulla Nilsson att lära sig dreja under Samuels överinseende.
Johanssons gamla krukmakeri är idag ett byggnadsminne och ett museum över krukmakeriet i trakten. 2013 visades en utställning om bland annat Samuel Johansson på Rackstadmuseet. I samband med den uppfördes föreställningen I Samuels verkstad , den beskrev Johanssons liv på gården Stortorpet i Långvak och integrerade teaterberättandet med film och musik.